# إغناطيوس دي لويولا

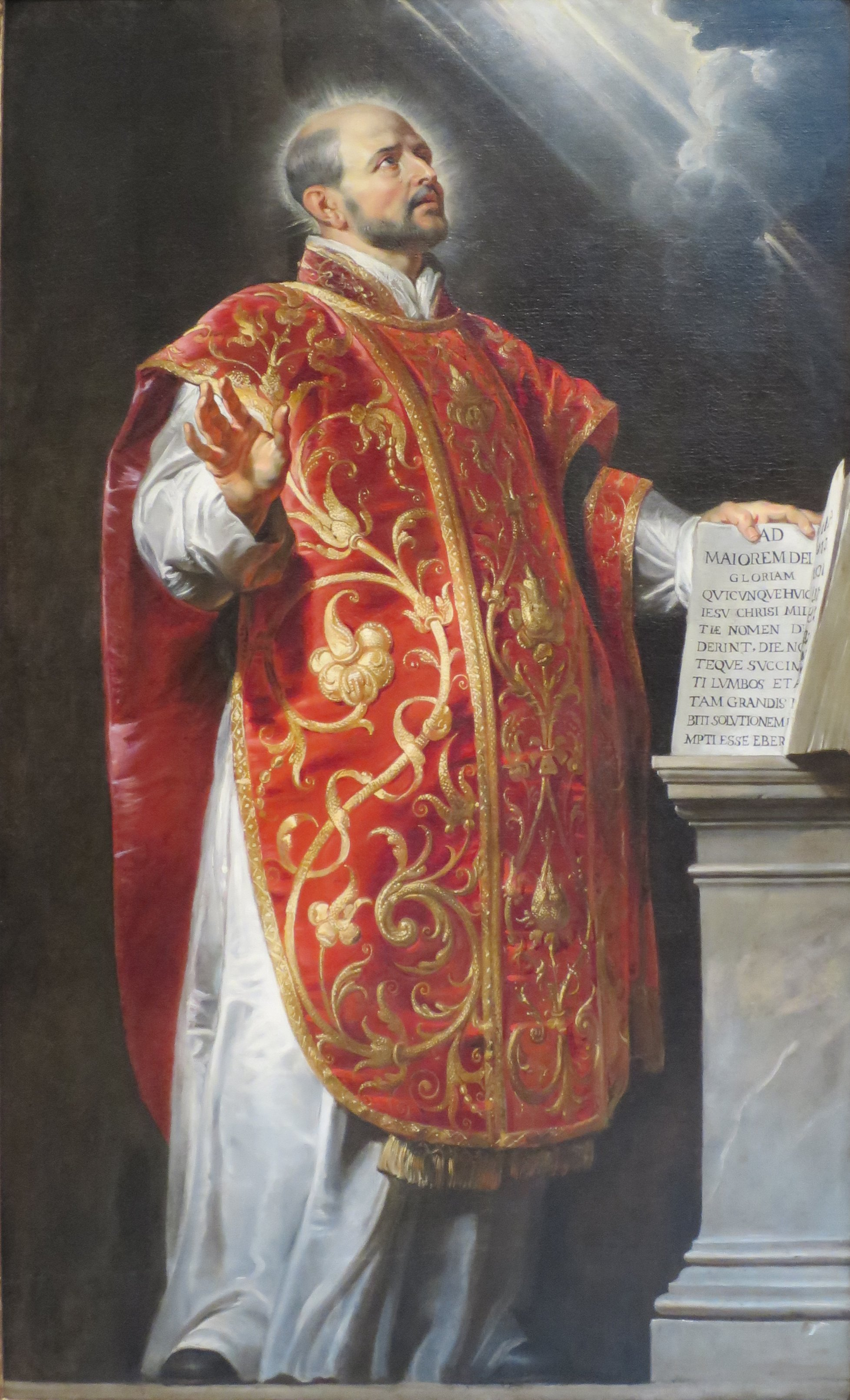
إغناطيوس دي لويولا بريشة بيتر بول روبنس

إغناطيوس دي لويولا (بالإسبانية: Ignacio de Loyola) (1491 – 31 يوليو 1556) هو فارس إسباني من أسرة نبيلة باسكيَّة، تنسك ووتكهن منذ عام 1537، وهو عالم لاهوت أسس اليسوعية وأصبح أول قائد أعلى لها. برز إغناطيوس كزعيم ديني خلال الإصلاح المضاد ضذ الطاعة المطلقة لبابا الكنيسة الرومانية الكاثوليكية.
بدأ إغناطيوس دي لويولا حياته العلمية جندياً، وفي أثناء شفائه من جرح أُصيب به درس اللاهوت، وقرر التخلي عن حياة الجندية، وعكف على تأسيس رهبانية جديدة تدعى جمعية يسوع حملت فيما بعد المسيحية إلى الذين لم يتقّبلوها من قبل، واكتسبت مسيحيين من البروتستانت وأعادتهم إلى الإيمان المسيحي الروماني. ووافق البابا على ذلك، وأصبح إغناطيوس دي لويولا الرئيس العام لهذه الرهبانية الجديدة. وما تزال جميعة يسوع التي تتكون من يسوعيين قائمة إلى اليوم، وقد طُوِّب إغناطيوس دي لويولا قديساً سنة 1622م.

## تاريخ
في 23 ماي 1521 أصيب إغناطيوس بكرة مدفعية عندما كان يدافع عن قلعة بامبلونا. بعد عملية جمع قواه في دير مونسيرات في برشلونة. خلال إقامته بالدير بدأ بقراءة كتباً دينية وقصص عن حياة القديسين. انبهر إغناطيوس بقصص الشهداء المسيحيين، وروى إنه رأى مريم العذراء تحمل الطفل يسوع فقرر أن يترك حياته السابقة وأن يصبح فيما يراه جندي لله ونحارب من أجل الإيمان الصحيح. إستفادت الكنيسة الكاثوليكية من إغناطيوس الذي قام مع جمعيته أي اليسوعيين برحل حول العالم ليكسبوا رعايا جديدة للكنيسة الكاثوليكية. زاروا مناطق لم يطأها أي أوروبي من قبل لذلك سمي اليسوعيين بالمستكشفين، فكانوا يعودون إلى وطنهم بمعارف ومعلومات جديدة غيرت الخرائط المعروفة وقتها.

## روابط خارجية
- إغناطيوس دي لويولا على موقع الموسوعة البريطانية (الإنجليزية)
- إغناطيوس دي لويولا على موقع ميوزك برينز (الإنجليزية)
- إغناطيوس دي لويولا على موقع إن إن دي بي (الإنجليزية)
- إغناطيوس دي لويولا على موقع ديسكوغز (الإنجليزية)